# Da Casavecchia

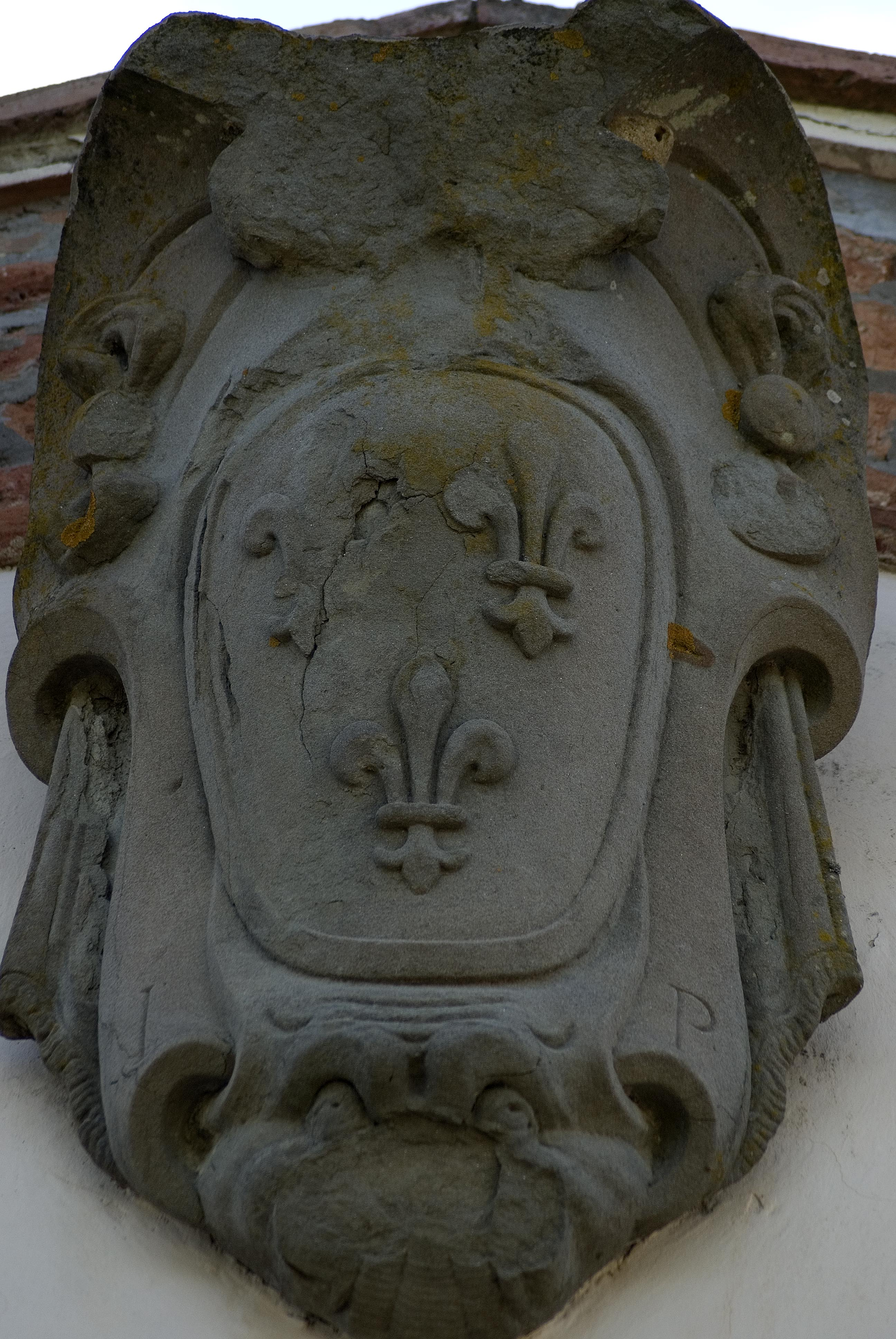
Lo stemma familiare

I Da Casavecchia, poi Cattani Da Casavecchia, erano una famiglia della nobiltà fiorentina. 
La famiglia prende il nome dalla località Casavecchia posta a pochi chilometri da San Casciano in Val di Pesa.

## Storia
La famiglia risulta già esistente nel 1093. 
In quel periodo probabilmente esercitava diritti feudali su Casavecchia tanto da impedire al pievano di Santa Cecilia a Decimo di nominare il titolare della chiesa di Santa Maria. Questo fu uno dei motivi che li portarono a scontrarsi con il Vescovo di Firenze che possedeva diritti feudali sul territorio di San Casciano in Val di Pesa. Lo scontro durò fino al 1241 quando Cione di Grullo Da Casavecchia riconobbe il podestà mandato dalla cattedra fiorentina. 
Per la loro potenza territoriale e anche perché considerati ghibellini non poterono accedere al governo di Firenze fino al 1384. In quell'anno Chiaro di Francesco cambiò il suo cognome in Cattani e come si diceva si fece "di popolo", grazie a ciò fu eletto Gonfaloniere di Giustizia, la sua carica durò dal 1º luglio al 30 agosto 1384.
Per avere un Da Casavecchia nominato a capo di qualche organismo comunale bisognò attendere il 1459 quando Banco di Francesco per via della sua fama di letterato fu eletto Priore. 
Nel complesso la famiglia dette a Firenze cinque Priori e un Gonfalonieri di Giustizia. La famiglia si estinse nel 1659 con Dionisio che fattosi monaco nell'ordine degli Olivetani morendo lasciò il suo patrimonio all'ordine.